# Tolvaptan
Il tolvaptan è un farmaco che agisce come antagonista competitivo, selettivo, dei recettori V2 della vasopressina, usato per il trattamento dell'iponatriemia (riduzione patologica della concentrazione di sodio nel sangue) associata a scompenso cardiaco congestizio o a cirrosi epatica e nella sindrome da inappropriata secrezione di ADH (SIADH). Il tolvaptan è stato approvato negli Stati Uniti d'America dalla Food and Drug Administration il 19 maggio 2009 e in Europa dall'EMA il 3 agosto 2009. Esso è commercializzato dalla Otsuka Pharmaceutical Co. con il nome di Samsca (indicato per la SIADH) e di Jinarc (indicato per la malattia policistica renale dell'adulto).

Viene anche denominato acquaretico, come si può leggere 
(Uemura, Clinical benefit of tolvaptan in patients with acute decompensated heart failure and chronic kidney disease)

## Uso clinico
In uno studio del 2004 è stato dimostrato che il tolvaptan, somministrato in associazione a un diuretico tradizionale, aumentava l'escrezione di fluidi in eccesso e migliorava la concentrazione di sodio nel sangue in pazienti con scompenso cardiaco senza effetti avversi come ipotensione (riduzione della pressione arteriosa) o ipokaliemia (riduzione patologica della concentrazione di potassio nel sangue).
Il tolvaptan è ora approvato in molti Paesi anche per la malattia policistica renale dell'adulto (ADPKD). I primi studi clinici pubblicati a tal riguardo risalgono ai primi anni 2000. Nel 2015 l'agenzia europea per i medicinali (EMA) ha approvato l'uso di tolvaptan per la malattia policistica.
Uno studio pubblicato nel 2012 ha dimostrato che il tolvaptan, somministrato con un dosaggio medio di 95 mg al giorno per almeno tre anni, rispetto al placebo rallenta del 50% l'aumento di volume dei reni affetti dalla malattia. Tale aumento risulta infatti del 2.80% all'anno con il tolvaptan contro il 5.51% all'anno con il placebo, con una elevata significatività statistica (p<0.001).

## Sintesi

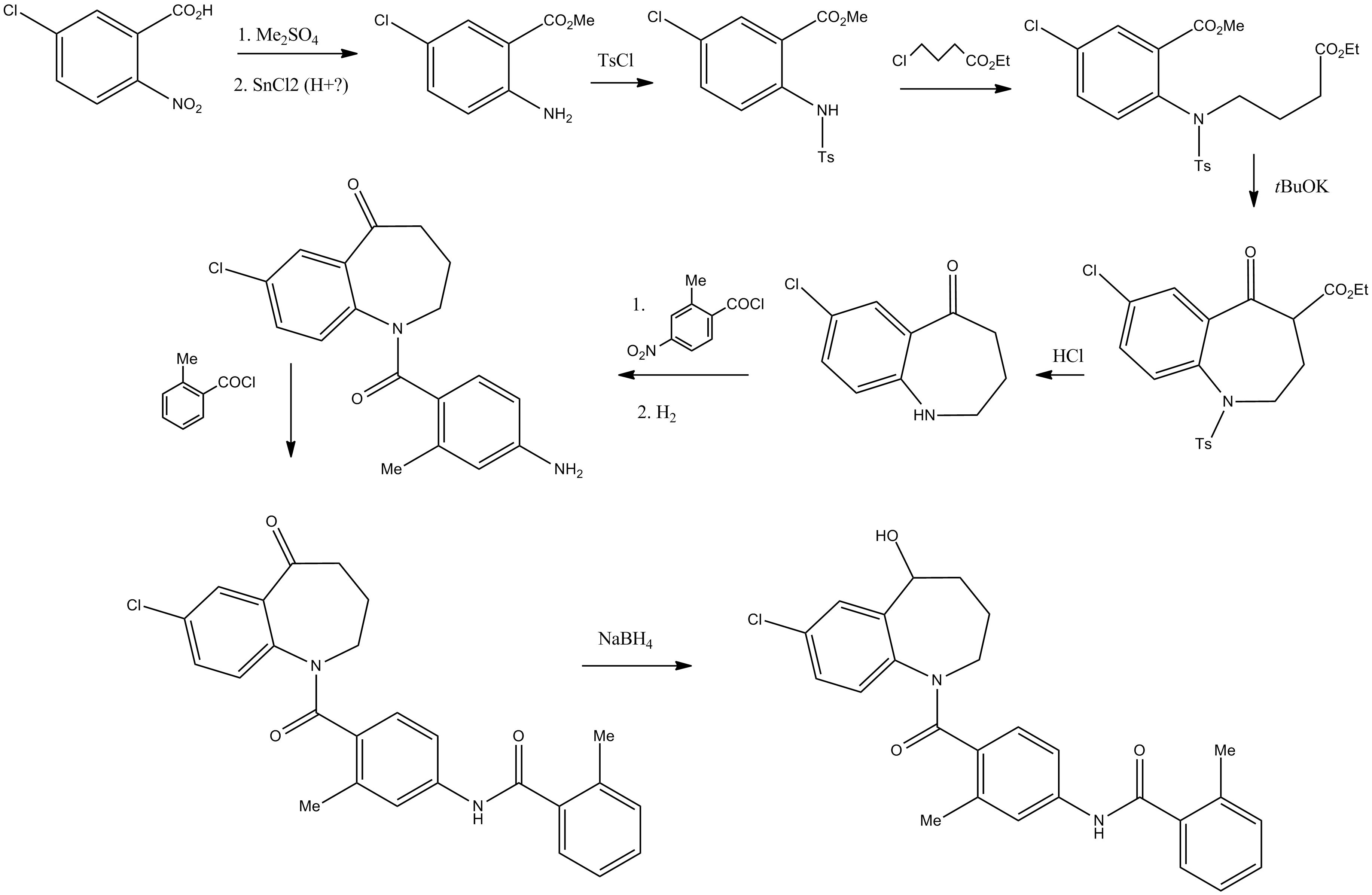
Sintesi del tolvaptan

## Effetti avversi
La FDA, riguardo al farmaco Samsca (tolvaptan), raccomanda di non utilizzarlo per più di 30 giorni e di evitare l'uso in pazienti affetti da malattie epatiche a causa del rischio di tossicità d'organo che può determinare insufficienza epatica.

## Stereochemistry
Tolvaptan è un racemo, cioè una miscela di 1: 1 dei due enantiomeri seguenti:
| Enantiomeri di Tolvaptan | Enantiomeri di Tolvaptan |
| ------------------------ | ------------------------ |
| Numero-CAS: 331947-66-1  | Numero-CAS: 331947-44-5  |